# 茹伊 (约讷省)
茹伊（法語：Jouy，法語發音：[ʒwi]）是法国勃艮第-弗朗什-孔泰大区约讷省的一个市镇，属于桑斯区。

## 地理
茹伊（48°10'2"N, 2°58'27"E）面积17.6 平方千米，位于法国勃艮第-弗朗什-孔泰大區约讷省，该省份为法国中北部内陆省份，西接卢瓦雷省，西北接塞纳-马恩省，南至涅夫勒省，东临科多尔省，东北与奥布省接壤。
与茹伊接壤的市镇（或旧市镇、城区）包括：谢鲁瓦、莱-贝特河畔巴尔佐谢、勒比尼翁米拉博、埃格勒维尔、吕南河畔沃、维勒贝翁、蒙塔谢-维勒加尔丹。

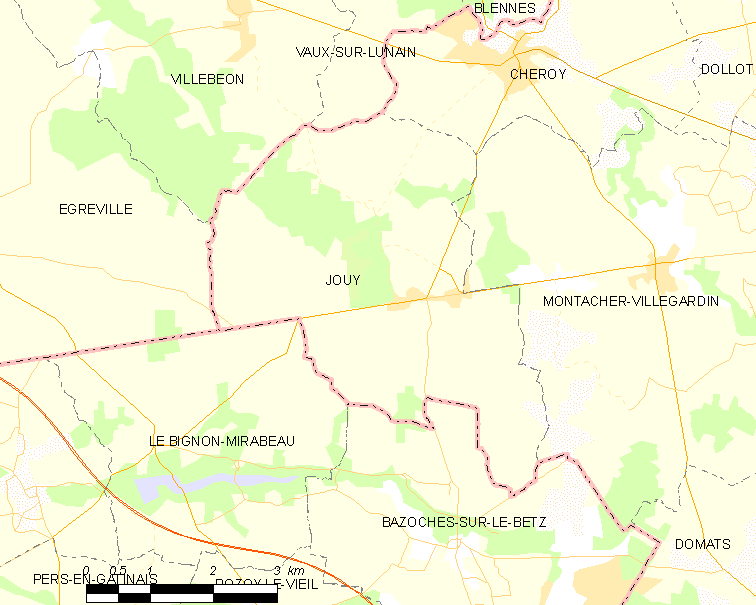
的OSM定位图

茹伊的时区为UTC+01:00、UTC+02:00（夏令时）。

## 行政
茹伊的邮政编码为89150，INSEE市镇编码为89209。

## 政治
茹伊所属的省级选区为勃艮第地区加蒂奈县。

## 人口

1962-2008年间人口变化图示

茹伊于2022年1月1日时的人口数量为519人。